# Cornalba
Cornalba é uma comuna italiana da região da Lombardia, província de Bérgamo, com cerca de 286 habitantes. Estende-se por uma área de 9 km², tendo uma densidade populacional de 32 hab/km². Faz fronteira com Costa di Serina, Gazzaniga, Oltre il Colle, Oneta, Serina, Vertova.

## Demografia
| Variação demográfica do município entre 1861 e 2011                               |
|                                                                                   |
| Fonte: Istituto Nazionale di Statistica (ISTAT) - Elaboração gráfica da Wikipedia |